# Valter Molea
Valter Molea (* 8. Juli 1966 in Neapel) ist ein ehemaliger italienischer Ruderer, der eine olympische Medaille und vier Weltmeisterschaftsmedaillen gewann.

## Sportliche Karriere
Der 1,92 m große Valter Molea gewann bei den U23-Weltmeisterschaften 1987 die Goldmedaille im Vierer ohne Steuermann. Bei den Weltmeisterschaften 1987 in der Erwachsenenklasse belegte Molea mit dem italienischen Vierer ohne Steuermann genauso den fünften Platz wie im Jahr darauf bei den Olympischen Spielen 1988 in Seoul. In den nächsten Jahren erreichte Molea beim Saisonhöhepunkt jeweils nur das B-Finale, so beim neunten Platz mit dem italienischen Achter bei der olympischen Regatta 1992. 
Bei den Weltmeisterschaften 1993 belegten Riccardo Dei Rossi, Carmine La Mura, Raffaello Leonardo und Valter Molea den siebten Platz im Vierer ohne Steuermann. 1994 rückte Carlo Mornati als Schlagmann für La Mura ins Boot und bei den Weltmeisterschaften 1994 gewann der italienische Vierer den Titel vor den Franzosen und den Briten. 1995 in Tampere verteidigten die vier Italiener den Titel vor den Briten und den Polen. Bei den Olympischen Spielen 1996 siegten die Australier vor den Franzosen und den Briten, die vier Italiener belegten den sechsten Platz. 
Bei den Weltmeisterschaften 1997 belegten Valter Molea, Riccardo Dei Rossi, Raffaello Leonardo und Marco Penna den fünften Platz. 1998 rückten Lorenzo Carboncini und Carlo Mornati für Leonardo und Penna in den Vierer, der bei den Weltmeisterschaften die Bronzemedaille hinter Briten und Franzosen gewann. 1999 in St. Catharines siegten erneut die Briten, die Italiener gewannen hinter den Australiern die Bronzemedaille. Bei den Olympischen Spielen 2000 in Sydney gewannen die vier Italiener die Silbermedaille hinter den Briten aber vor den Australiern. 